# Iskra (krant)

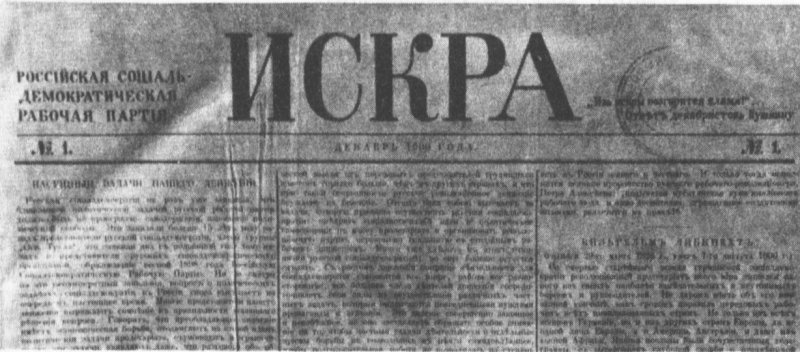
Eerste druk van de Iskra.

Iskra (Russisch:  Искра, De Vonk) was een Russische socialistische krant die onder Russische bannelingen en migranten circuleerde, en tot doel had alle Russische sociaaldemocratische strekkingen te organiseren rond een theoretisch en propagandistisch blad. De ondertitel van de krant luidde Een vonk kan een heel vuur aansteken.
De eerste uitgave verscheen in Leipzig. Hoewel reeds gedrukt in 1900 verscheen het pas in januari 1901. Later uitgaven kwamen uit in Londen, München en Genève.
Na het tweede congres van de RSDAP (1903) kwam de Iskra onder controle van de Mensjewieken, die de krant verder uitbrachten tot 1905. In totaal zijn er 44 nummers van verschenen.
In de eerste jaren voerde de Iskra felle polemieken tegen de zogenaamde economisten. Dit was een strekking binnen de sociaaldemocratie die economische strijd (loon, arbeidsomstandigheden etc.) belangrijker vond dan politieke strijd tegen het tsarisme. 
Aangezien de krant in Rusland verboden was, en in het buitenland gedrukt werd, moesten de exemplaren van de Iskra Rusland worden binnengesmokkeld.
Belangrijke medewerkers waren Lenin, Georgi Plechanov, Leon Trotski, Vera Zasoelitsj, Julius Martov, Pavel Axelrod, Aleksander Potresov. Met name de latere opname van Trotski in de redactie van de Iskra zorgde voor een splijtzwam binnen de oudere leden, en zette kwaad bloed bij Plechanov.
Op het tweede congres werd voorgesteld om Potresov, Zasoelitsj en Axelrod uit de redactie te halen, aangezien deze als ballingen verspreid over Europa leefden. Hiertegen kwam protest. Onder meer Martov stapte op, waardoor de redactie in handen van Lenin en Plechanov bleef. Enige maanden na dit congres koos Plechanov de zijde van de mensjewieken. Lenin stapte hierna ook uit de redactie, en de krant kwam in handen van de mensjewieken. Na de overname van de krant door de mensjewieken voerde Lenin verwoede polemieken tegen de erin verkondigde standpunten. 
De Nederlandse vertaling De Vonk van het Russische Iskra is tijdens de Tweede Wereldoorlog door de Communistische Partij van Nederland overgenomen als naam voor een aantal lokale edities van ondergrondse verzetsbladen. Later droeg ook een landelijk verzetsblad deze naam.
In de huidige tijd wordt de Nederlandse vertaling nog gebruikt als naam van het Belgische maandblad en de gelijknamige organisatie Vonk. Ook kent Amsterdam een lokale politieke partij genaamd De Vonk.